# Prix Vourasie
Prix Vourasie är ett travlopp för 2-åriga varmblodiga ston som körs på Vincennesbanan utanför Paris i Frankrike varje år. Det är ett Grupp 3-lopp, det vill säga ett lopp av tredje högsta internationella klass. Loppet körs över distansen 2200 meter. Förstapris är 36 000 euro, vilket gör loppet till ett av de största tvååringsloppet i Frankrike för ston.

## Vinnare
| År   | Häst               | Efter             | Kusk                | Tränare                 | Tid    |
| ---- | ------------------ | ----------------- | ------------------- | ----------------------- | ------ |
| 2024 | Misty Green        | Love You          | William Bigeon      | William Bigeon          | 1'17"2 |
| 2023 | Listentothemusic   | Brillantissime    | Alexandre Abrivard  | Philippe Allaire        | 1'15"3 |
| 2022 | Katchina de Simm   | Doberman          | David Thomain       | Philippe Allaire        | 1'16"1 |
| 2021 | Just Love You      | Love You          | Alexandre Abrivard  | Laurent-Claude Abrivard | 1'15"5 |
| 2020 | Italienne          | Goetmals Wood     | David Thomain       | Philippe Allaire        | 1'17"2 |
| 2019 | Beautiful Colibri  | Ready Cash        | David Thomain       | Philippe Allaire        | 1'14"6 |
| 2018 | Green Grass        | Bold Eagle        | Gabriele Gelormini  | Sébastien Guarato       | 1'16"4 |
| 2017 | Fly With Us        | Ready Cash        | Éric Raffin         | Philippe Allaire        | 1'17"2 |
| 2016 | Elea Madrik        | Goetmals Wood     | William Bigeon      | William Bigeon          | 1'15"3 |
| 2015 | Bombastic Design   | Prodigious        | Franck Ouvrie       | Kenneth P. Hansen       | 1'16"3 |
| 2014 | Campo Rossa        | Coktail Jet       | Franck Ouvrie       | Frederic Prat           | 1'16"4 |
| 2013 | Be My Girl         | Love You          | Jos Verbeeck        | Philippe Allaire        | 1'16"0 |
| 2012 | Axelle Dark        | Ready Cash        | Jos Verbeeck        | Philippe Allaire        | 1'16"7 |
| 2011 | Vigogne du Boulay  | Defi d'Aunou      | Erwin Guiblais      | Jean Michel Baudouin    | 1'18"0 |
| 2010 | Une Winner         | Korean            | Jean Michel Bazire  | Jean Michel Bazire      | 1'19"7 |
| 2009 | Texas Style        | Goetmals Wood     | Louis Baudron       | Louis Baudron           | 1'17"0 |
| 2008 | Sirene Boreale     | Goetmals Wood     | Tony Le Beller      | Jean Michel Baudouin    | 1'17"7 |
| 2007 | Return Money       | Corot             | Thierry Duvaldestin | Thierry Duvaldestin     | 1'16"0 |
| 2006 | Qualita Bourbon    | Love You          | Jean-Pierre Dubois  | Jean-Pierre Dubois      | 1'16"9 |
| 2005 | Pretence           | Kaisy Dream       | Jean-Pierre Dubois  | Jean-Pierre Dubois      | 1'17"2 |
| 2004 | Otika Vita         | Gai d'Hautmoniere | Jean Michel Bazire  | Jean Michel Bazire      | 1'16"7 |
| 2003 | Nina Madrik        | In Love With You  | Jean Michel Bazire  | Fabrice Souloy          | 1'17"6 |
| 2002 | Mahana             | Defi d'Aunou      | Jean-Pierre Dubois  | Jean-Pierre Dubois      | 1'18"7 |
| 2001 | Lara du Goutier    | Workaholic        | Thierry Duvaldestin | Thierry Duvaldestin     | 1'18"4 |
| 2000 | Kelle Ile          | Don Paulo         | Franck Anne         | Franck Anne             | 1'18"2 |
| 1999 | Java de Billeron   | Urf du Vast       | Patrick Blanc       | Pierre Clairy           | 1'17"3 |
| 1998 | Idee Lara          | Kimberland        | Pierre Levesque     | Jacques Provost         | 1'18"4 |
| 1997 | Hialca Speed       | Big Prestige      | Franck Furet        | Pascal Andre Geslin     | 1'19"6 |
| 1996 | Gitane de Billeron | Ormencourt        | Didier Prost        | Pierre Clairy           | 1'19"7 |